# Agoristenus haitensis
Agoristenus haitensis is een hooiwagen uit de familie Agoristenidae. De wetenschappelijke naam van Agoristenus haitensis gaat terug op Šilhavý.